# Clares
Clares ist ein nordspanisches Dorf mit etwa 15 Einwohnern, das verwaltungsmäßig zur Gemeinde (municipio) Maranchón im Norden der Provinz Guadalajara in der Autonomen Gemeinschaft Kastilien-La Mancha in Zentralspanien gehört.

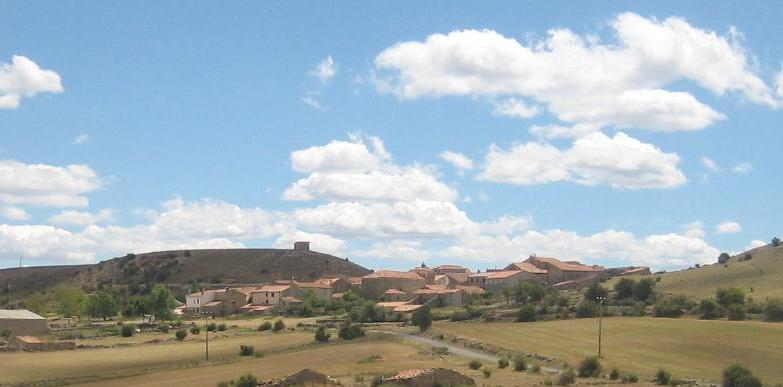
Clares – Ortsansicht

## Lage
Clares liegt auf der Südwestseite des Iberischen Gebirges in einer Höhe von ca. 1250 Metern ü. d. M. In der Nähe des Dörfchens entspringt der Río Tajuña.

## Bevölkerungsentwicklung
Hatte der Ort in der ersten Hälfte des 20. Jahrhunderts noch um die 200 Einwohner, so ist seitdem infolge der Mechanisierung der Landwirtschaft die Einwohnerzahl rasant zurückgegangen: Das Dorf hat derzeit nur noch etwa 15 Einwohner.

## Wirtschaft
Die Landwirtschaft, vor allem die Viehzucht (Rinder, Schafe, Ziegen), spielt traditionell die größte Rolle im Wirtschaftsleben des kleinen Dorfes. Einnahmen aus dem Tourismus in Form der Vermietung von Ferienwohnungen (casas rurales) sind in den letzten Jahrzehnten hinzugekommen. Darüber hinaus fallen Einnahmen aus der Vermietung von Geländeflächen für in den 2000er Jahren vom spanischen Energieriesen Iberdrola S.A. aufgestellte Windkraftanlagen an.

## Geschichte
Bis zur Mitte des 20. Jahrhunderts war Clares eigenständig. Im Jahr 1969 schloss sich der Ort der Gemeinde Maranchón an.

## Sehenswürdigkeiten
- Die Kirche des Dorfes (Ntra Sra. de la Asunción) ist der Himmelfahrt Mariens geweiht. Sie stammt aus dem 16./17. Jahrhundert und hat einen kleinen Glockengiebel (espandaña) mit der in einen Stein geritzten Jahreszahl 1693. Die Kirche wurde wahrscheinlich an der Stelle eines zu klein oder baufällig gewordenen Vorgängerbaus errichtet, denn das Innere beherbergt noch ein romanisches Taufbecken. Das Altarretabel sowie mehrere Schnitzfiguren stammen aus dem 17. bis 19. Jahrhundert.

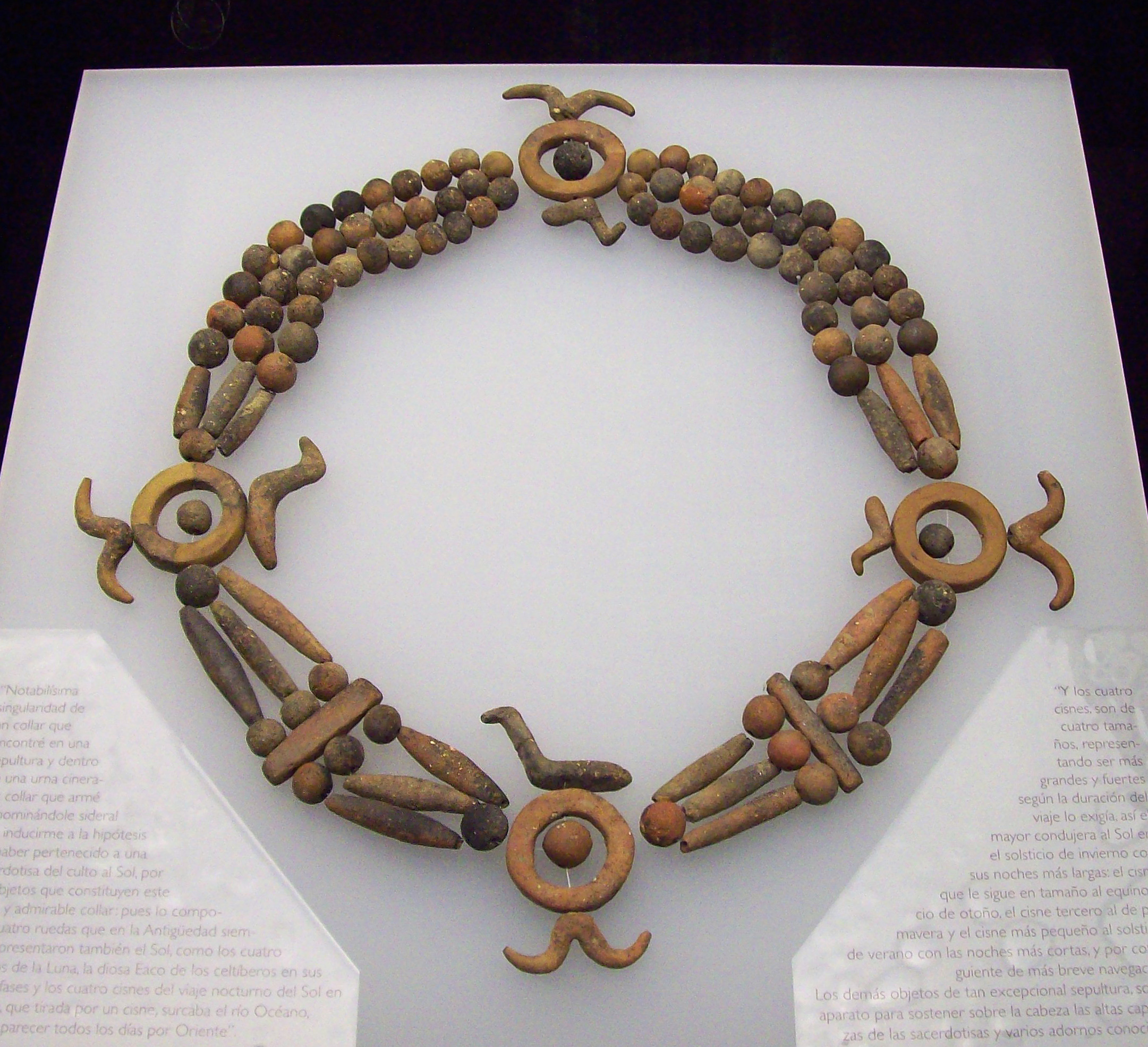
Diadem oder Halskette aus der keltiberischen Nekropole von Navafría

- Im Ort befinden sich ein gemeinschaftliches Backhaus (horno) sowie ein Waschhaus (lavadero).
- Die architektonisch eher schlichte Ermita de San Roque steht etwa 400 Meter außerhalb des Dorfes.
- In der Umgebung des Ortes wurde bereits im Jahr 1914 eine keltiberische Nekropole (Necrópolis de Navafría) freigelegt. In einem der Gräber wurden drei Schmuckstücke entdeckt, die heute im Museo Arqueológico Nacional in Madrid aufbewahrt werden. Das schönste Stück ist ein Diadem oder eine Halskette mit Perlen etc. aus gebranntem Ton (arcilla cocida).